# Burj Vista
Burj Vista es un complejo de 2 torres, siendo la torre 1 la más alta con 272 m y 63 plantas. Ambos edificios están conectados por un podio que comunica ambas torres. Las dos torres son de uso residencial exclusivamente, teniente vistas directas del Burj Khalifa. La torre más pequeña, la torre 2, tan solo tendrá 20 plantas.
Las obras del complejo terminaron a mediados de 2018, tras la finalización de las obras de la torre 1.